# Norbert Casteret

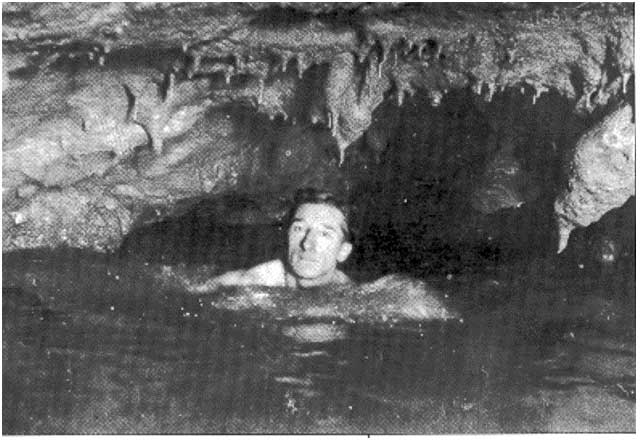
Norbert Casteret in der Grotte von Montespan

Norbert Casteret (* 19. August 1897 in Saint-Martory; † 20. Juli 1987 in Toulouse) war ein französischer Höhlenforscher.
Der Sohn eines Rechtsanwalts studierte Jurisprudenz und wurde Notar, ein Beruf, den er kurz darauf aufgab. Während des Ersten Weltkriegs diente er der französischen Infanterie und erkrankte in der Folge an der Spanischen Grippe. Obschon Casteret als Amateur-Abenteurer galt, unternahm er zahlreiche Tauchgänge und arbeitete er sich in seiner Heimat zu einem führenden Speläologen empor. Einer seiner Höhepunkte war die Erforschung eines unterirdischen Sees in der Grotte von Montespan.

## Privat
Casteret war mit der Tochter eines Arztes verheiratet und wurde Vater von fünf Kindern. Seine Ehefrau hatte wie ihr Vater Medizin studiert.

## Veröffentlichungen in deutscher Sprache
- Zehn Jahre unter der Erde. Höhlenforschungen eines Einzelgängers. Leipzig: Brockhaus 1936. (übersetzt von Friedrich von Oppeln-Bronikowski)
- Höhlenwanderungen. Leipzig: Brockhaus 1951.
- Im Dunkel der Höhlen. Leipzig: Brockhaus 1955. (übersetzt von Helmut Bartuschek)
- Geheimnisvolle Höhlenwelt. Leipzig: Brockhaus 1957. (übersetzt und bearbeitet von Alice Seiffert und Hans Seiffert)